# Flora Italica Cryptogama
Flora Italica Cryptogama (abreviado Fl. Ital. Crypt.) es un libro con ilustraciones y descripciones botánicas que fue escrito por el médico y un botánico italiano; Antonio Bertoloni y publicado en el año 1819.

## Publicaciones
- Parte nº 1, fasc. 1, p. [1]-128, 1858; fasc. 2, p.129-256, 1858; fasc. 3, p. 257-384, 1859; fasc. 4,p. 385-512, 1861; fasc. 5, p. 513-662, 1862.
- Parte nº 2,fasc. 1/2, p. [1]-256, 1862; fasc. 3, p. 257-338, 1867